# Женьшень
Женьше́нь (від кит.: 人參, лат. Pánax) — багаторічна трав'яниста рослина родини аралієвих. Види женьшеню ростуть у Східній Азії, північних частинах Південно-Східної та Південної Азії й на сході Північної Америки.

## Опис

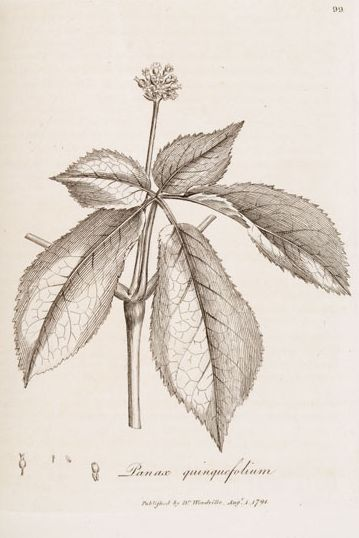
Зображення женьшеню в книзі В. Вудвілла (William Woodville) «Medical Botany» (1790—1794)

Стебло — до 80 см заввишки; на його верхівці розвивається кільце з 2—5 пальчастороздільних листків.
Квітки — двостатеві, дрібні, блідо-зелені, зібрані в зонтик, що міститься в квітконосі заввишки до 25 см.
Плід — світло-червона кістянка.
Корінь — стрижневий, м'ясистий, до 20—25 см завдовжки.

## Поширення та екологія
Женьшень зустрічається на Далекому Сході — в Росії у Приморському та Хабаровському краях, північно-східній частині Китаю та у Кореї.
В Китаї вирізняють 15 видів женьшеню.
Женьшень росте поодиноко, зрідка невеликими групами у тінистих лісах.
Рослина живе до 100 років.

## Використання
Женьшень здавна знаний як цінна лікарська рослина. У минулому деякі народності (наприклад, тунгусо-маньчжурські, як удегейці), спеціально займались пошуком коріння женьшеню на продаж.
Препарати з кореня женьшеню застосовуються як тонізуючий, стимулювальний і адаптогенний (підвищує загальну опірність організму) засіб. Їх вживають при функціональних порушеннях серцево-судинної системи, неврозах тощо.
Женьшень культивують у Китаї, Кореї, Японії та на Далекому Сході Росії.
Женьшень з Кореї, за своїми лікарськими властивостями, вважається найціннішим з усіх видів женьшенів.
Корейський женьшень відомий людству майже 2000 років і по праву вважається найсильнішим з відомих науці адаптогенів. Адаптогени не мають специфічної активності, але підвищують витривалість організму проти шкідливих факторів практично будь-якого (фізичного, хімічного, біологічного і т. д.) походження і нормалізують його функції, незалежно від спрямованості патологічного процесу.
Сучасні медичні дослідження показали, що женьшень містить унікальний набір речовин, що сильно діє на організм людини. Серед них такі біологічно активні речовини, як гінзенозіди (сапоніни або тритерпенові глікозиди), ефірна олія Панакс, панаксова кислота, алкалоїди, ферменти, тростинний цукор, крохмаль, пектинові речовини, аскорбінова кислота, вітаміни В1 і В2, значна кількість макро- і мікроелементів, необхідних для нормальної діяльності людського організму. Панаксін активізує роботу серця і судин; панаксовая кислота нормалізує обмін речовин; панаквілон стимулює ендокринну систему; ефірна олія Панакс володіє болезаспокійливою і заспокійливим дією; глікозид гінзенін знижує концентрацію цукру в крові, стимулює синтез глікогену і тому ефективний при цукровому діабеті.
Сапоніни женьшеню, які є головною активною частиною женьшеню, називають гінзенозідамі. У порівнянні з сапонінами, які знаходяться в інших рослинах, їх структура і властивості зовсім інші. Саме гінзенозіди визначають виняткову цілющу силу женьшеню.
Загальний зміст гінзенозідів у женьшеню з Кореї становить 34 одиниці, в американського і канадського — 14, у китайського — 15, у японського — 8. Ця специфічність і ставить його в розряд — «найкращий у світі».
У коренях женьшеню різних видів і в різних препаратах з женьшеню зміст гінзенозідов сильно варіює. Визначальним фактором у цьому відношенні є конкретна ділянка місцевості, на якій виростають коріння, з усіма притаманними тільки цій ділянці особливостями — ґрунтовий покрив, мікроклімат, роза вітрів, кількість опадів, склад і стан флори і багато іншого.

## Вирощування
Ботанічною особливістю женьшеню є те, що він має дуже специфічні вимоги для успішного вирощування. Дуже важко адаптувати женьшень до нових умов і вирощувати у новому природному середовищі. У разі такого вирощування, його форма, якість і ефективність буде істотно відрізнятися від женьшеню, який росте природно.
Очевидно, Корейський півострів має найсприятливіші умови для вирощування женьшеню. Тому фахівцями всього світу саме корейський женьшень вважається найефективнішим і цінується дорожче за інших.
Інсам — відомий засіб, який спрадавна застосовували для лікування і профілактики різних хвороб. Інсам в народі називався «Сінчхо» (трава з чудовими лікарськими ефектами), «Тхочжон» (трава з життєвою енергією), «Хельсам» (женьшень, який сприяє кровотворенню).
Серед женьшеней інсам в районі Кесон Північної Кореї виділяється своїми лікарськими ефектами, тому що він росте в оригінальних ґрунтово-кліматичних умовах даної місцевості.
Кесонский корі-інсам вже давно отримав загальне визнання «панацея від усіх бід» у світовому масштабі.
У кесонскому корі-інсамі містяться 34 види женьшеневих сапонінових глюкозидів (21 вид протопанаксаніола, глюкозид серії дамарана з 12 видів протопанансатріола, глюкозид олеанолокіслоти з 1 виду олеанолокіслоти), женьшенева ефірна олія, стероли, вуглеводи, ферменти, вітаміни А 1, В 1, В 2, олії, неорганічні речовини та інші лікарські елементи.
2010 року майже весь об'єм із 80 000 тонн женьшеню, який потрапив на міжнародний ринок, був вироблений у чотирьох країнах: у Південній Кореї, Китаї, Канаді, і в Сполучених Штатах.

###### Застосування в нетрадиційній медицині
Препарати женьшеню (на думку нетрадиційної, альтернативної медицини) мають широку терапевтичну дію, нетоксичні, можуть застосовуватися тривалий час. Корінь є найсильнішим збудником центральної нервової системи, не має фазності дії і негативних наслідків, не порушує сон, підвищує працездатність в умовах нічного пильнування.
Вважається, що женьшень позитивно впливає на картину крові, збільшує газообмін, збільшує амплітуду серцевих скорочень, уповільнює ритм серця, прискорює процеси загоєння виразок, збільшує секрецію жовчі. Женьшень допомагає підвищити чоловічу потенцію (особливо на тлі неврастенічного синдрому) і лібідо у жінок.
Препарати женьшеню приймають:
- як тонізуючий, загальнозміцнювальний засіб, що підвищує працездатність і опірність організму до стресових ситуацій, фізичних навантажень, несприятливих впливів зовнішнього середовища;
- в період відновлення організму після важких захворювань, операцій;
- при тривалій фізичній і психічній перевтомі;
- при неврозах;
- при статевих розладах;
- для стимуляції діяльності залоз внутрішньої секреції;
- при порушенні обміну речовин;
- для зниження рівня цукру в крові;
- для посилення репаративних процесів в організмі;
- для забезпечення опору організму радіації та електромагнітного випромінювання;
- для профілактики грипу та вірусних інфекцій.

Женьшень рекомендовано дорослим, як стимулювальний засіб при розумових та фізичних навантаженнях, артеріальній гіпотензії, неврозах, неврастенії, нейроциркуляторної дистонії (НЦД) по гіпотонічному типу, астенії різної етіології, реконвалесценції після перенесених захворювань.
Позиція офіційної медицини така, що : докази щодо безпеки та ефективності приймання припаратів женшеню обмежені і несистематичні, їхні результати неоднозначні, досліди проводилися лише на здорових учасниках .

## Лікарські форми
Використовується в наступних лікарських формах:
- Рослинна сировина — пластини прямокутної або трикутної форми в перетині, завдовжки до 10 см, завширшки 0,2-1,8 см, завтовшки 0,2-0,8 см, є шматочки тонких ниткоподібних корінців. Колір жовтувато-білий, специфічний запах, смак солодкий і пекучий, гіркуватий потім.
- Капсули — 300мг 100 % женьшеню («Кесонкоре женьшень»).
- Екстракт — 40г (Женьшень-екстракт «Кесонкоре»).
- Чай женьшеневий — 3г («Чай женьшеневий» Кесонкоре ").

Передозування може спричинити підвищення артеріального тиску та безсоння, лікується це симптоматично. Слід уникати приймання будь-яких форм у другій половині дня, у зв'язку з можливістю виникнення порушень сну.
Вважається, що відкриття женьшеню для Європи є заслугою Джозеф-Франсуа Лафіто (фр. Joseph-François Lafitau, 1681 — французького єзуїта, засновника порівняльної антропології.

## Види
1. Panax arunachalensis Taram, A.P.Das & Tag
2. Panax assamicus R.N.Banerjee
3. Panax bipinnatifidus Seem.
4. Panax ginseng C.A.Mey.
5. Panax japonicus (T.Nees) C.A.Mey.
6. Panax notoginseng (Burkill) F.H.Chen
7. Panax pseudoginseng Wall.
8. Panax quinquefolius L.
9. Panax sokpayensis Shiva K.Sharma & Pandit
10. Panax stipuleanatus H.T.Tsai & K.M.Feng
11. Panax trifolius L.
12. Panax vietnamensis Ha & Grushv.
13. Panax wangianus S.C.Sun
14. Panax zingiberensis C.Y.Wu & Feng

### Журнали
- Journal of Ginseng Research